# Itzehoe
Itzehoe (dolnoniem. Itzhoe) – miasto w Niemczech, w kraju związkowym Szlezwik-Holsztyn, nad rzeką Stör, na północny zachód od Hamburga. 

## Historia
Siedziba powiatu Steinburg oraz Związku Gmin Itzehoe-Land. Liczy 32 732 mieszkańców. Itzehoe jest ważnym ośrodkiem handlowym.
W mieście znajduje się wiele szkół, szpital i instytucje dobroczynne.
W okresie II wojny światowej siedziba obozu jenieckiego dla oficerów, m.in. Polaków pod nazwą oflag X A/Z Itzehoe.

## Zabytki
Cennym zabytkiem jest Kościół św. Wawrzyńca (Stadtkirche St. Laurentii), pochodzący z XII wieku. Miasto posiada klasztor założony w 1256 roku. Itzehoe jest najstarszym miastem w kraju związkowym Szlezwik-Holsztyn, posiada zamek z 809 roku.

## Miasta partnerskie
- Cirencester
- La Couronne
- Malchin
- Pasłęk